# Aleksandr Błok
Aleksander Aleksandrowicz Błok (ros. Александр Александрович Блок; ur. 16 listopada?/28 listopada 1880 w Petersburgu, zm. 7 sierpnia 1921 w Piotrogrodzie) – rosyjski poeta-symbolista epoki srebrnego wieku, dramaturg. Klasyk literatury rosyjskiej i jeden z największych poetów rosyjskich XX wieku.

## Życiorys
Rodzice poety żyli w separacji, ojciec był profesorem prawa Imperatorskiego Uniwersytetu w Warszawie, zmarł w Warszawie i został pochowany na prawosławnym cmentarzu na Woli. Matka, córka rektora Uniwersytetu w Petersburgu – Andrzeja Biekietowa, zajmowała się literaturą, po roku małżeństwa uciekła z Warszawy w połogu.
Pierwsze wiersze Aleksander Błok zaczął pisać w wieku pięciu lat. W 1898 roku wstąpił na Wydział Prawa Uniwersytetu Petersburskiego, a w 1901 rozpoczął naukę na Wydziale Filologicznym, który ukończył w 1906. W 1903 roku, w wieku lat 23 ożenił się z Lubow Mendelejewą, córką wybitnego chemika. W tym samym roku debiutował w piśmie symbolistów „Nowyj put'” (Новый Путь).
W czasie wojny służył jako podoficer służby inżynieryjno-budowlanej. Od maja 1917 był naczelnym redaktorem literackich protokołów Nadzwyczajnej Komisji Śledczej, powołanej przez Rząd Tymczasowy. 
Poszukujący harmonii we wczesnej twórczości poeta, w jej fazie dojrzałej skierował się ku kulturze i cywilizacji w postaci buntu przeciw współczesności. Rozwinął wiersz toniczny, wprowadził system powtórzeń zdań, zwrotów, dźwięków. Twórczość Błoka w sposób zwarty realizowała program estetyczny rosyjskich symbolistów, co dało mu miejsce zarówno odrębne, jak wybitne.

## Fascynacje
Błok traktował kultowo malarstwo prerafaelickie, jego mistrzami byli Fra Angelico i Giovanni Bellini – ideał sztuki bezpośredniej i nastrojowej. Identyfikował harmonię z kobiecością, symbolikę taką zawarł w Przepięknej Pani. Inspirowany baśniowym malarstwem Wiktora Wasniecowa i cerkiewno-ruskimi obrazami Michaiła Niestierowa. Przemożny wpływ miała na Błoka muzyka (Modest Musorgski), ale melodię liryki kształtowały też romanse cygańskie i sentymentalne pieśni uliczne.

## Wybrana twórczość

### Poematy
- 1910 – Odwet (ros. Возмездие)
- 1915 – Ogród słowiczy (ros. Соловьиный сад)
- 1918 – Dwunastu (ros. Двенадцать)
- 1918 – Scytowie (ros. Скифы)

### Zbiory wierszy, cykle
- 1898–1900 – Ante lucem (ros. Ante Lucem)
- 1901–1902 – Wiersze o Przepięknej Pani (ros. Стихи о Прекрасной Даме)
- 1904–1908 – Miasto (ros. Город)
- 1904–1905 – Pęcherze ziemi (ros. Пузыри земли)
- 1906 – Nocny fiołek (ros. Ночная Фиалка)
- 1907 – Śnieżna maska (ros. Снежная маска)
- 1906–1908 – Faina (ros. Фаина)
- 1907 – Ziemia pod śniegiem (ros. Земля в снегу)
- 1907 – Niespodziewana radość (ros. Нечаянная радость)
- 1907 – Wolne myśli (ros. Вольные мысли)
- 1907–1914 – Jamby (ros. Ямбы)
- 1907–1916 – Ojczyzna (ros. Родина)
- 1908–1916 – Harfy i skrzypce (ros. Арфы и скрипки)
- 1909 – Wiersze włoskie (ros. Итальянские стихи)
- 1909–1916 – Straszny Świat (ros. Страшный мир)
- 1911 – Nocne godziny (ros. Ночные часы)
- 1914 – Carmen (ros. Кармен)

### Dramaty liryczne
- 1906 – Buda jarmarczna (ros. Балаганчик)
- 1907 – Nieznajoma (ros. Незнакомка) – monodram
- 1908 – Król na placu (ros. Король на площади)
- 1908 – Pieśń przeznaczenia lub Pieśń losu (ros. Песня судьбы)
- 1913 – Róża i krzyż (ros. Роза и крест)

### Publicystyka
- 1907–1908 – kierownictwo działu krytycznego periodyku „Złote runo”
- 1910 – O współczesnej sytuacji symbolizmu rosyjskiego
- 1920 – Ostatnie dni caratu (ros. Последние дни Императорской власти)
- Inteligencja i rewolucja